# Radnice ve Starém Městě pod Sněžníkem
Radnice Starého města v okrese Šumperk je pozdně renesanční budova postavená v letech 1618–1619 Adamem Hankem z Losin a Antoniem Thomou. Do současné podoby byla přestavěna v roce 1895. Od 3. května 1958 je kulturní památkou.

## Popis
Základní kámen radnice byl položen roku 1618 na příkaz Elišky Petřvaldské. Tomu nasvědčuje i dobře dochovaný erb rodu Petřvaldských s pávem na jižním průčelí. V době výstavby byl majitelem Jan Petřvaldský.
Roku 1725 radnice vyhořela, a tak zanikla původní renesanční sgrafita. Když pak vyhořela podruhé, došlo  v roce 1895 k přestavbě do nynější podoby.
Radnice je dominantou náměstí. Hlavní budova je masívní stavbou s vnějším schodištěm, které vede do prvního patra. V průčelí vystupuje z rizalitu šestipodlažní věž, vysoká 35 metrů, na kterou vede 104 schodů. Dolní část je čtyřhranná, do prvního i druhého patra vede schodiště přímo z budovy. Nad erbem Petřvaldských se nachází ještě městský znak, horník s kladivem v napřažené ruce, stojící proti vztyčenému medvědovi. Třetí patro věže má již osmihranné stěny a nacházejí se v něm hodiny. V nejvyšším podlaží se střídají čtyři arkády s plnými oblouky a čtyři hodinové ciferníky. Věžní ochoz byl při rekonstrukci věže v roce 2014 zpřístupněn jako vyhlídka. Střecha má podobu dvojité cibulovité báně s lucernami a špicí. 